# Rottau (Grassau)
Rottau ist eine ehemalige Gemeinde in Oberbayern und seit 1972 Gemeindeteil des Marktes Grassau im Landkreis Traunstein. Das Kirchdorf liegt etwa drei Kilometer nordwestlich vom Grassauer Ortskern.

## Geographie
Rottau liegt in der Region Südostoberbayern im Chiemgau im Achental ca. drei Kilometer südlich des Chiemsees.
Zur ehemaligen Gemeinde Rottau gehörten neben dem Kirchdorf selbst folgende Ortsteile:
- Adersberg (Weiler)
- Daniel (Einöde, jetzt Wüstung; nur 1888 aufgeführt)[3]
- Felden (Weiler)
- Grießenbach (Weiler; 1952 erstmals aufgeführt)[1]
- Hachau (Weiler)
- Filze (Dorf; 1952 erstmals als Einöde Kendlmühlfilze aufgeführt)[1]
- Moos mit Aich (Einöde)
- Neumühle (Einöde)
- Weißenbach (Einöde)

Die nächstliegende Autobahn wie auch der nächstliegende Bahnhof sind an der Bahnstrecke Rosenheim–Salzburg zu finden. Durch Rottau verläuft die Deutsche Alpenstraße.

## Geschichte
Rottau wurde schon im Jahre 1175 urkundlich erwähnt. Der seit mindestens 1259 bayerische Ort gehörte zum Rentamt Burghausen und zum Landgericht Marquartstein des Kurfürstentums Bayern. Im Zuge der Verwaltungsreformen in Bayern entstand mit dem Gemeindeedikt von 1818 die Gemeinde Rottau.
Am 1. Januar 1972 wurde Rottau im Zuge der Gebietsreform in Bayern nach Grassau eingemeindet, die Ortsteile Felden und Neumühle kamen zu Bernau am Chiemsee. 1973 gewann Rottau beim Bundeswettbewerb Unser Dorf soll schöner werden unter 5500 konkurrierenden Orten den 1. Preis mit Goldmedaille.

### Einwohnerentwicklung
|      | Kirchdorf | Kirchdorf                         | Gemeinde  | Gemeinde                          |
| Jahr | Einwohner | Gebäude (ab 1885 nur Wohngebäude) | Einwohner | Gebäude (ab 1885 nur Wohngebäude) |
| ---- | --------- | --------------------------------- | --------- | --------------------------------- |
| 1825 | 194       | 31                                |           |                                   |
| 1864 | 212       | 52, 1 Kirche                      | 368       | 83                                |
| 1871 | 249       | 132                               | 328       | 175                               |
| 1885 | 286       | 52                                | 399       | 74                                |
| 1900 | 286       | 53                                | 409       | 73                                |
| 1925 | 1051      | 95                                | 1248      | 121                               |
| 1950 | 676       | 86                                | 946       | 108                               |
| 1970 | 780       |                                   | 1017 1    |                                   |
| 1987 | 841       | 228                               | 1031 1    | 270 1                             |

## Politik
Folgende Personen waren bis zur Gemeindeauflösung 1972 Bürgermeister der Gemeinde Rottau:
| Zeitraum  | Bürgermeister        |
| --------- | -------------------- |
| 1841–1843 | Josef Sichler        |
| 1843–1844 | Johann Laubhuber     |
| 1844–1852 | Joseph Lechner       |
| 1852–1862 | ? Oberauer           |
| 1862–1865 | ? Sichler            |
| ?         | ?                    |
| 1869      | ? Laubhuber          |
| ?         | ?                    |
| 1881      | ? König              |
| 1882–1887 | ? Heitzmann          |
| 1888–1911 | ? Mayer              |
| 1912–1919 | Johann Laubhuber     |
| 1919–1933 | Michael Weißenbacher |
| 1933–1946 | Felix Hofmann        |
| 1946      | Sebastian Schmid     |
| 1946–1958 | Sebastian Huber      |
| 1958–1971 | Michael König        |

## Kultur und Sehenswürdigkeiten
- Michaelskirche in Rottau
- Sankt-Leonhards-Kapelle

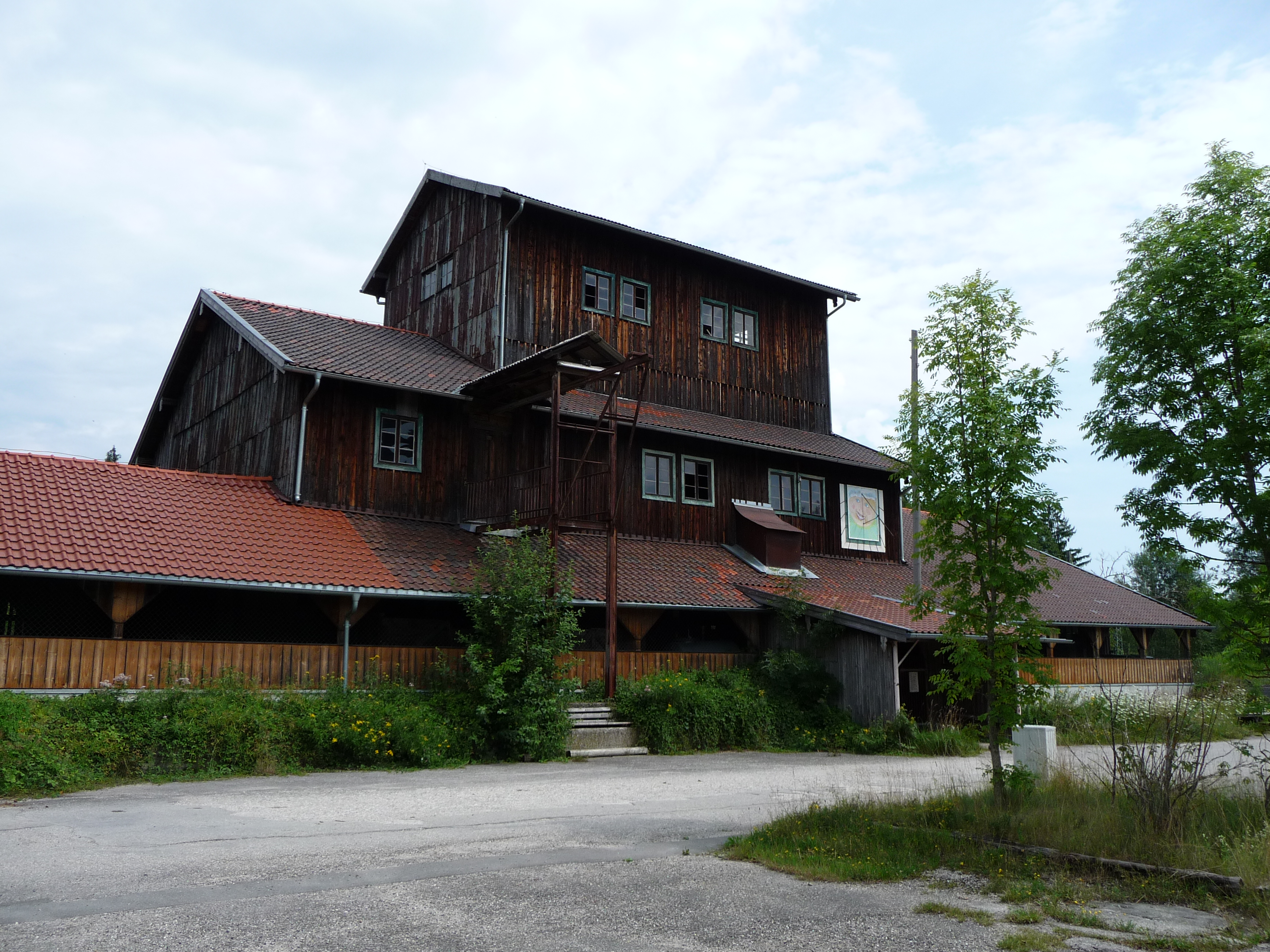
Torfbahnhof Rottau

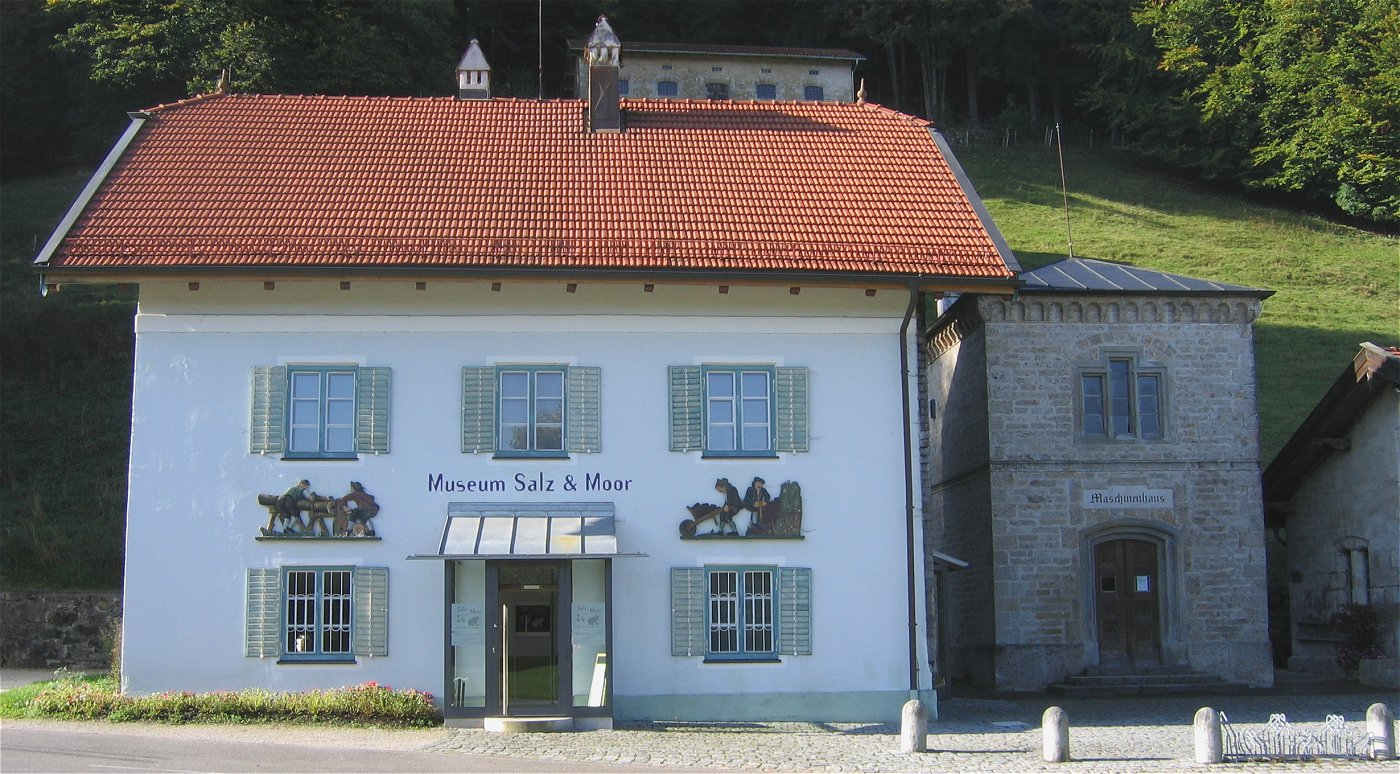
Museum Klaushäusl

- Museum Klaushäusl – Brunnhaus der Soleleitung Bad Reichenhall–Rosenheim
- Bayerisches Moor- und Torfmuseum mit Torfbahnhof am Rande des Naturschutzgebietes Kendlmühlfilzn